# 23514 Schneider
23514 Schneider è un asteroide della fascia principale. Scoperto nel 1992, presenta un'orbita caratterizzata da un semiasse maggiore pari a 2,3225341 UA e da un'eccentricità di 0,2561099, inclinata di 3,92758° rispetto all'eclittica.